# X-artikel

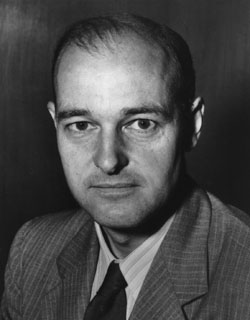
George F. Kennan.

Het artikel The Sources of Soviet Conduct, dat in juli 1947 in het Amerikaanse tijdschrift Foreign Affairs verscheen, werd in die jaren bekend als het X-artikel.
Het kreeg deze aanduiding, omdat het artikel was ondertekend met het pseudoniem 'X'. Het was echter — ook al in die tijd — algemeen bekend dat het stuk geschreven was door George F. Kennan, op dat moment de op een na hoogste Amerikaanse diplomaat op de ambassade in Moskou. In het X-artikel formuleerde Kennan zijn visie op hoe de diplomatieke relaties met de Sovjet-Unie vorm zouden moeten krijgen. De doctrine die hij beschreef vormde de basis voor de containmentpolitiek, de belangrijkste strategie in het buitenlandse beleid van de VS in het begin van de Koude Oorlog.
Het artikel was een uitbreiding van een omvangrijk telegram dat Kennan in 1946 naar  het ministerie van Buitenlandse Zaken stuurde, en de geschiedenis inging als het 'Lange Telegram' (Engels:The Long Telegram).